# 5796 (année hébraïque)
5796 (hébreu : ה'תשצ"ו , abbr. : תשצ"ו) est une année hébraïque qui commencera à la veille au soir du 4 octobre 2035 et se finira le 21 septembre 2036. Cette année comptera 354 jours. Ce sera une année simple dans le cycle métonique, avec un seul mois de Adar. Ce sera une année de chemitta.
En l'an 5796, l'État d'Israël fêtera ses 88 ans d'indépendance.

## Calendrier
Ce calendrier hébraïque de l'année 5796 donne les correspondances avec les dates du calendrier grégorien.
Le premier nombre dans chaque case correspond au jour du mois hébraïque. Les jours en couleurs sont des jours remarquables juifs ou israéliens.
| ◄◄ | 5796 | ►► |

## Décès
5791 - 5792 - 5793 - 5794 - 5795 - 5796 - 5797 - 5798 - 5799 - 5800 - 5801